# إليزابيث فون ماغنوس
إليزابيث فون ماغنوس (بالألمانية: Elisabeth von Magnus)‏ هي مغنية ومغنية أوبرا نمساوية، ولدت في 29 مايو 1954 في فيينا في النمسا.

## وصلات خارجية
- إليزابيث فون ماغنوس على موقع ميوزك برينز (الإنجليزية)
- إليزابيث فون ماغنوس على موقع أول ميوزيك (الإنجليزية)
- إليزابيث فون ماغنوس على موقع ديسكوغز (الإنجليزية)
- إليزابيث فون ماغنوس على موقع ديسكوغز (الإنجليزية)